# Capsicum baccatum

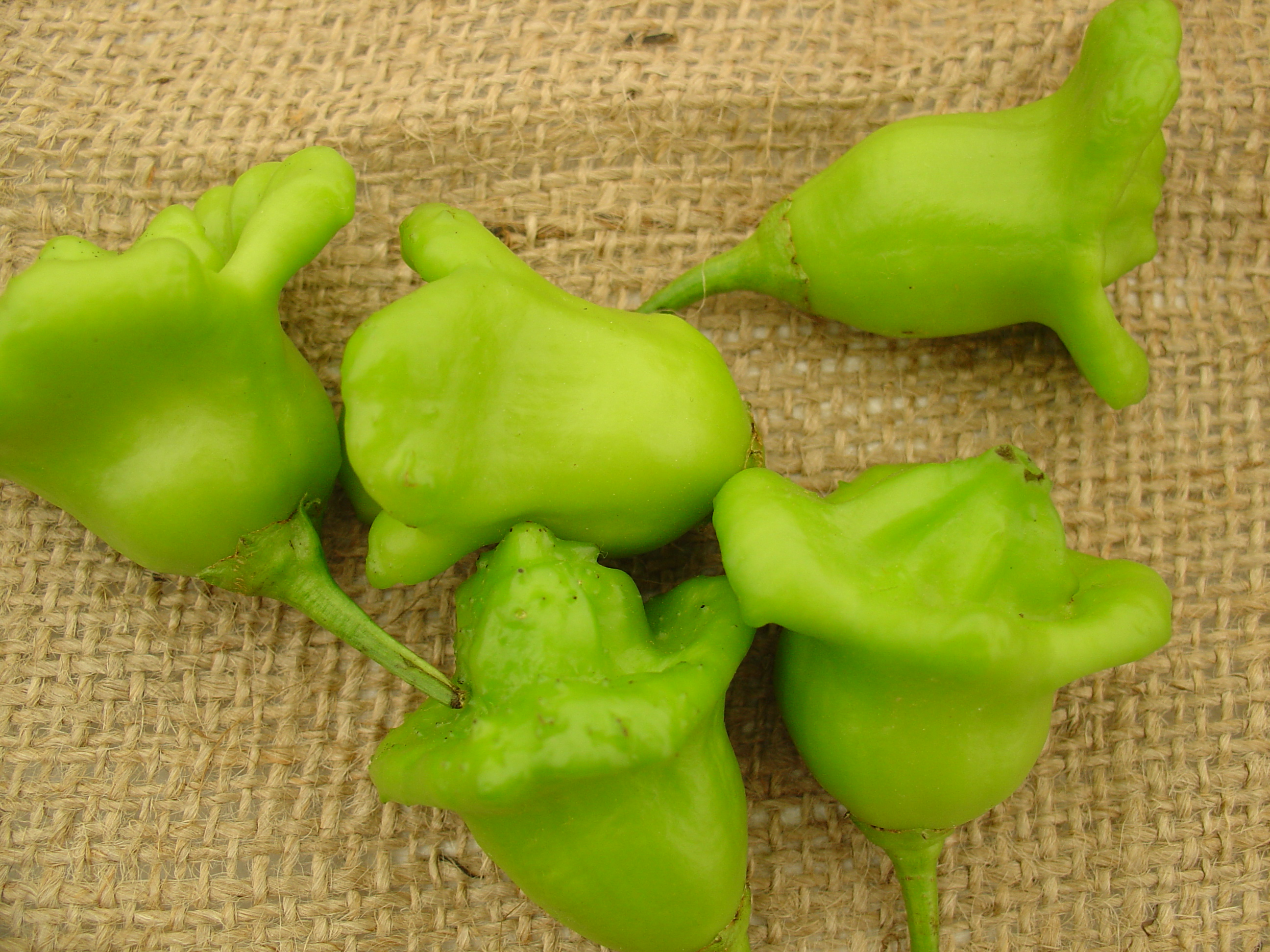
Fotografía de Capsicum baccatum.

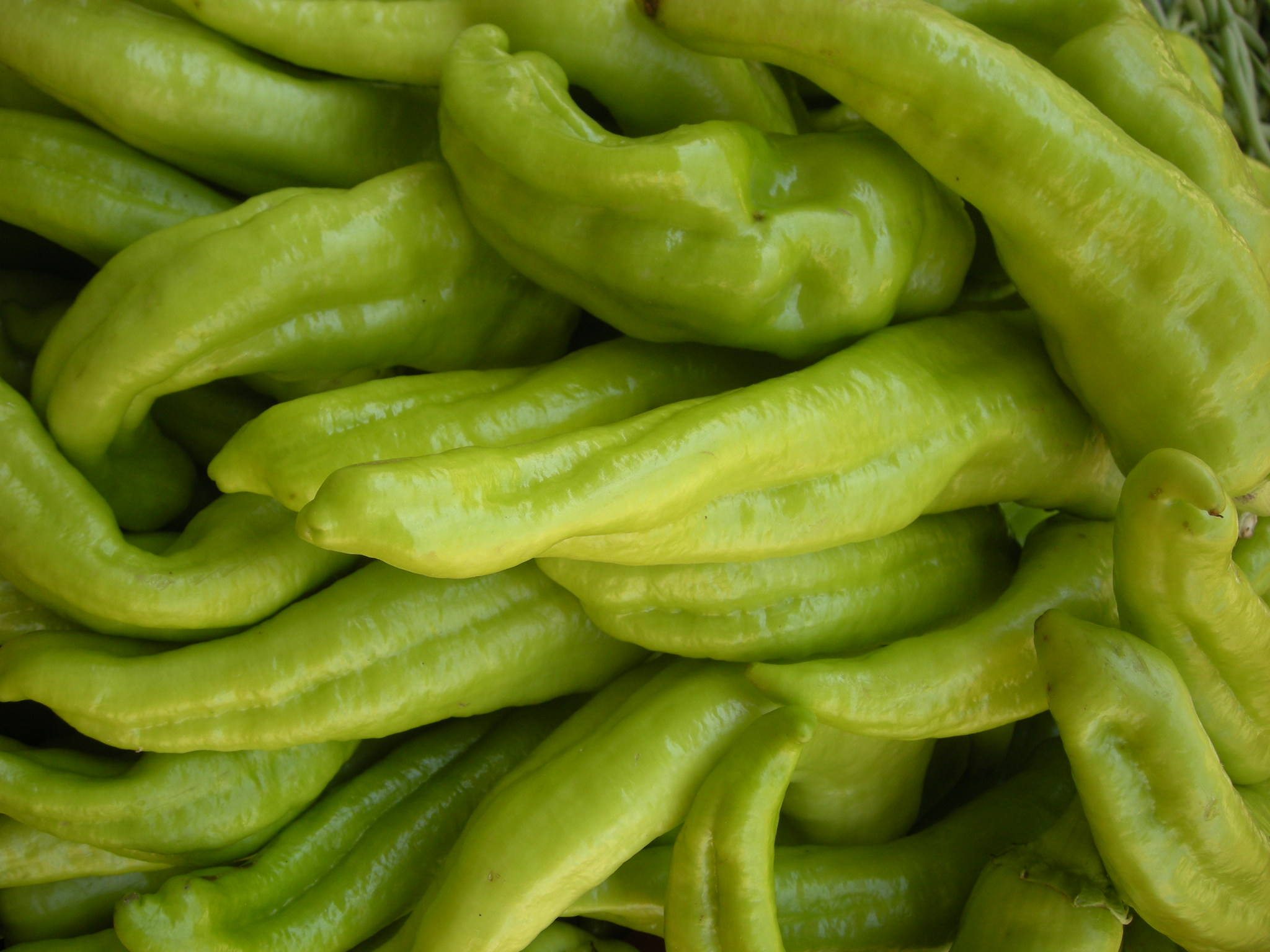
Foto de Capsicum baccatum tomada en un mercado de verduras.

Capsicum baccatum var. baccatum o Capsicum microcarpum es una especie del género Capsicum de las solanáceas, nativa de Perú, Bolivia, Paraguay y Argentina Recibe nombres comunes tales como: 'ají amarillo' ají kitucho'/'quitucho', 'ají del monte', 'kumbarí'/'cumbarí',  y 'putita'.

## Características
- Color verde, luego amarillo-anaranjado y finalmente, después de secado, amarillo pajizo oscuro.
- Tamaño: de 10 a 15 cm de largo y 2 a 3,5 cm de ancho, forma cónica alargada.
- La floración y fructificación deben darse cuando la temperatura fluctúa entre 18 y 25 °C; a mayor temperatura el ají se deforma y pierde turgencia.

## Distribución
Parte meridional de Mesoamérica, todo el Caribe y Suramérica excepto su parte más meridional. Fue introducido a Costa Rica, Europa, Japón y la India.

## Cultivares
Se han desarrollado una diversa cantidad de cultivares en América. Entre ellos:
- Ají argentina
- Ají cristal
- Ají cito
- Ají picante
- Ají amarillo
- Ají norteño
- Ají panca
- Ají rojo
- Criolla Sella
- Dedo de Moça
- Hot Tree Pepper
- Omnicolor
- Pitanga
- Pilange
- Pimenta
- Sili-A-Top
- White Wax

## Uso alimentario

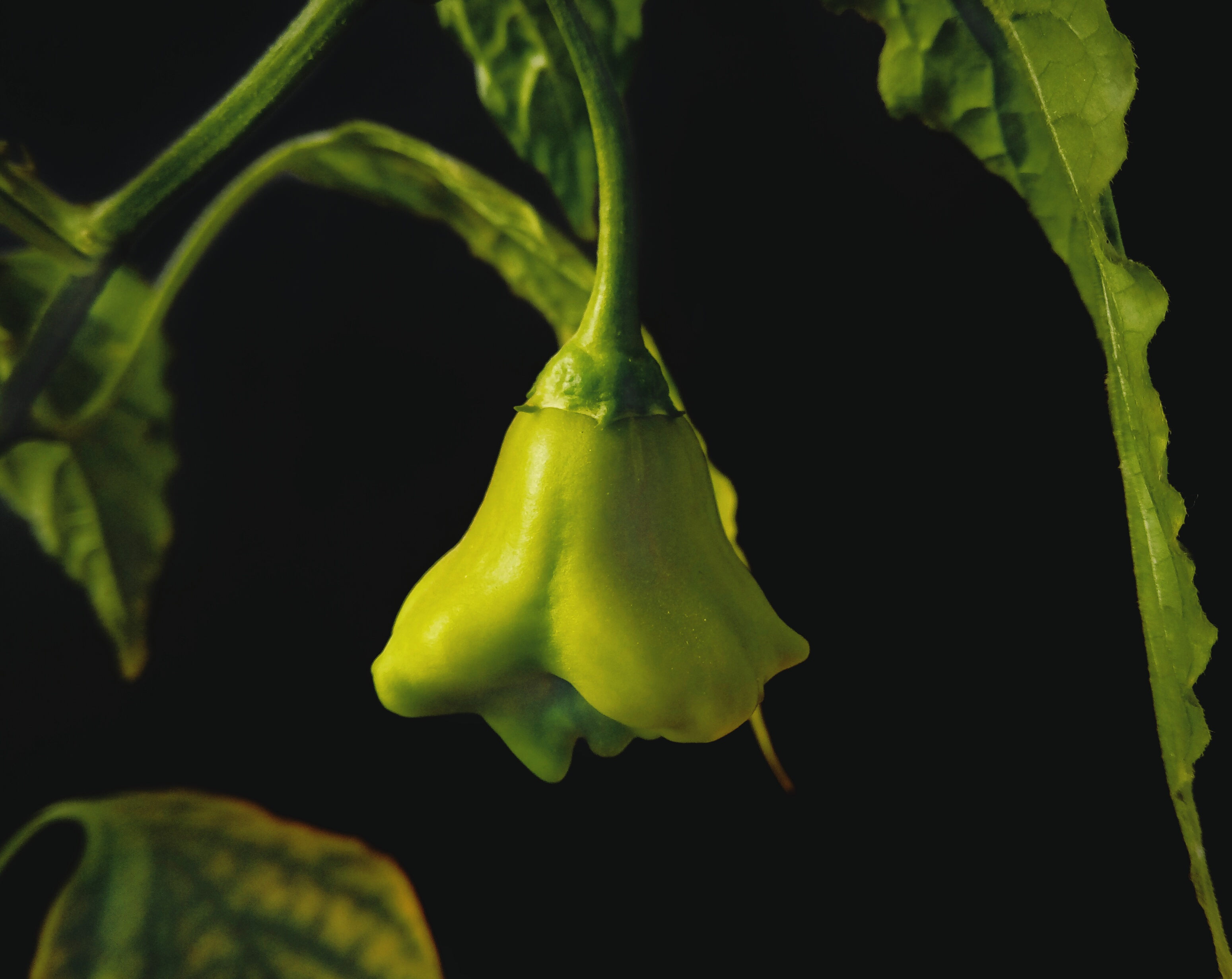
Ejemplar de Capsicum baccatum.

Este ají es muy importante dentro de la gastronomía del Perú, utilizándose en varias preparaciones y en diferentes cantidades, graduando el picor y el color, de tal manera que es un saborizante y un colorante a la vez. Se usa en platos como papa a la huancaína, ají de gallina, causa a la limeña, tamal, carapulcra, arroz con pato, seco de cabrito, picante de cuy, adobo etc.
En Chile, conocido como ají cristal, es la variedad de ají más comercializada. Se le conoce popularmente como ají verde porque se consume cuando aún mantiene el color amarillo, y de varias formas: directamente y cortado a lo largo (retirando las semillas del interior), picado o en rodajas, agregado en la ensalada (casi siempre en tomate) y molido en las típicas salsas chilenas como el chancho en piedra y el pebre. Aunque a veces también se le puede ver en forma de pasta. También suele formar parte del sándwich chacarero e incluso en algunos completos.

## Taxonomía
Capsicum baccatum fue descrita por Carlos Linneo y publicada en Systema Naturae (ed. 12) 2: 174 en 1767.
Citología
- Tiene un número cromosómico de 2n=24[9]

Etimología
Capsicum: neologismo botánico moderno que deriva del vocablo latino capsŭla, ae, ‘caja’, ‘cápsula’, ‘arconcito’, diminutivo de capsa, -ae, del griego χάψα, con el mismo sentido, en alusión al fruto, que es un envoltorio casi vacío. En realidad, el fruto es una baya y no una cápsula en el sentido botánico del término.
baccatum: epíteto latino que significa “con bayas”.
Variedades aceptadas
- Capsicum bacatum var. pendulum (Willd.) Eshbaugh, con cultivares de forma muy curiosa, por ejemplo el «Pimiento campanilla» (Bishop's Crown, Christmas Bell, Chapeau de frade).
- Capsicum bacatum var. praetermissum (Heiser & P.G.Sm.) Hunz.[13]

Sinonimia
- Capsicum annuum subsp. baccatum (L.) Terpó
- Capsicum annuum var. microcarpum (Cav.) Voss
- Capsicum baccatum var. umbilicatum (Vell.) Hunz. & Barboza
- Capsicum cerasiflorum Link
- Capsicum cerasiforme Dunal nom. illeg.
- Capsicum chamaecerasus Nees
- Capsicum ciliare Willd.
- Capsicum conicum Vell.
- Capsicum frutescens var. baccatum (L.) Irish
- Capsicum grossum var. cerasiforme (Mill.) C.B.Clarke
- Capsicum microcarpum Cav.
- Capsicum microcarpum f. fruticosum Sendtn.
- Capsicum microcarpum var. glabrescens Hassl.
- Capsicum microcarpum var. tomentosum Chodat & Hassl.
- Capsicum microphyllum Dunal
- Capsicum pulchellum Salisb.
- Capsicum umbilicatum Vell.[13]

## Nombres comunes
- chinchiuchú[14]